# Cantone di Décines-Charpieu
Il Cantone di Décines-Charpieu era una divisione amministrativa dell'arrondissement di Lione.
È stato soppresso a seguito della riforma complessiva dei cantoni del 2014, che è entrata in vigore con le elezioni dipartimentali del 2015.
Comprendeva i comuni di:
- Chassieu
- Décines-Charpieu
- Genas